# 田中万吉
田中 万吉（たなか まんきち、1895年4月1日 - 1945年10月15日）は日本の洋画家。
香川県出身。1913年（大正2年）、広島市の修道中学校を卒業。1914年（大正3年）、第1回二科展に入選したことをきっかけに画家になることを意識する。1924年（大正13年）フランスに渡り、Academie Colarossi（現：Academie Charpentier）にて西洋画を学ぶ。サロン・ドートンヌで入選。1928年（昭和3年）に帰国。1934年（昭和9年）山路商、福井芳郎らと広島に二紀会を創立した。

## 代表作品
- 『川ととうもろこし畑』（1916-1920年：広島県立美術館所蔵）
- 『うつむける女』（1924-1927年：広島県立美術館所蔵）
- 『横たわる裸婦』（1924-1927年：ひろしま美術館所蔵）
- 『フランス婦人像』（1924-1927年：ひろしま美術館所蔵）
- 『西洋婦人像』（1924-1927年：ひろしま美術館所蔵）
- 『自画像』（1944年：ひろしま美術館所蔵）
- 『京橋川畔』（1937年：広島県立美術館所蔵）